# Harold Hughes

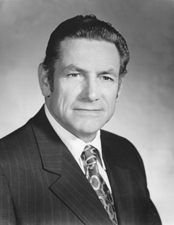

Harold Everett Hughes (ur. 10 lutego 1922 w Ida Grove w stanie Iowa, zm. 23 października 1996 w Glendale w stanie Arizona) – amerykański polityk, działacz Partii Demokratycznej.
Walczył w II wojnie światowej. W latach 1963–1969 pełnił funkcję gubernatora stanu Iowa. W latach 1969–1975 był senatorem 3. klasy z Iowa.
Był dwukrotnie żonaty. Z pierwszego małżeństwa miał trzy córki.